# 三碘甲硅烷
三碘甲硅烷是一种卤代甲硅烷，化学式 SiHI
3。

## 制备
三碘甲硅烷可以由三氯甲硅烷和苯胺的苯溶液和碘化氢的两步反应而成。
{\displaystyle \mathrm {SiHCl_{3}+6\ C_{6}H_{5}NH_{2}\longrightarrow SiH(NHC_{6}H_{5})_{3}+3\ [C_{6}H_{5}NH_{3}]Cl} }
{\displaystyle \mathrm {SiH(NHC_{6}H_{5})_{3}+6\ HI\longrightarrow SiHI_{3}+3\ [C_{6}H_{5}NH_{3}]I} }
三碘甲硅烷也可以由硅和碘化氢反应而成，类似三溴甲硅烷，不过量很少。  这个反应在1857年三溴甲硅烷首次合成时，就被弗里德里希·维勒和Heinrich Buff描述了。
{\displaystyle \mathrm {Si+3\ HI\rightarrow SiHI_{3}+H_{2}} }
它也可以由三氯甲硅烷和氨里的碘化铵反应而成。
它也可以由三苯甲硅烷和碘化氢反应而成。这个反应由氯化铝催化。
{\displaystyle \mathrm {SiH(C_{6}H_{5})_{3}+3\ HI\longrightarrow SiHI_{3}+3\ C_{6}H_{6}} }

## 性质
三碘甲硅烷是一种无色，易水解，易光解的液体。

## 用处
三碘甲硅烷和二碘甲硅烷可以用来分离硅层。